# Carmina o revienta
Carmina o revienta és una pel·lícula espanyola del 2012, dirigida i escrita per Paco León.
La pel·lícula és protagonitzada per la seva mare, Carmina Barrios, la seva germana María León (Maria), Paco Casaus (Antonio León) i Ana Mª García (Ani). Es tracta d'una de les primeres pel·lícules a Espanya que té una estrena simultània a les sales de cinema, Internet i còpia digital.

## Argument
Carmina és el retrat d'una senyora de 58 anys que regenta una ''venta'' a Sevilla. Després de sofrir diversos robatoris, inventa una original manera de recuperar els diners per tirar la seva família endavant. Mentre espera el desenllaç del seu pla, reflexiona en la cuina de casa seva sobre la seva vida, obra i miracles. En la pel·lícula destaca que té tres fills. Un d'ells és Maria, una noia de 22 anys sense expectatives clares en la vida i amb una filla de quatre anys, Marina. Carmina també viu amb el seu marit, Antonio, un senyor aficionat a la beguda malgrat les prohibicions del metge. En la seva ''venta'' té un ajudant una miqueta estrany, anomenat Basilio. Té també una amiga, a la qual li agrada explicar les seves experiències amb personatges famosos, que se sobreentén no són més que un invent.

## Repartiment
- Carmina Barrios
- María León
- Paco Casaus
- Ana María García

## Premis i nominacions

### Nominacions
- 2013: Goya a la millor actriu secundària per María León[4]
- 2013: Goya al millor director novell per Paco León
- 2013: Goya a la millor actriu revelació per Carmina Barrios